# La formula di Battisti
La formula di Battisti è un album del gruppo musicale italiano Formula 3, pubblicato nel 1996 dall'etichetta discografica CGD/NAR.

## Descrizione
Dieci brani di Mogol/Battisti reinterpretati e non presenti in altri album, produzione e arrangiamenti sono di Cicco e Radius, registrato allo Studio Radius di Milano nel gennaio 1996. Collabora all'album Dario Baldan Bembo.
La fotografia della copertina è di Franco Simone.

## Tracce
Testi e musiche di Mogol, Battisti.
1. Comunque bella – 3:52
2. L'aquila – 4:26
3. Luci – 3:19
4. Vento nel vento – 3:35
5. Un uomo che ti ama – 5:21
6. Innocenti evasioni – 3:41
7. Monolocale – 3:45
8. Confusione – 4:25
9. Il nostro caro angelo – 4:04
10. Respirando – 4:26

Durata totale: 40:54

## Formazione
- Alberto Radius - voce, chitarra
- Tony Cicco - voce, batteria

Altri musicisti
- Andrea Pistilli - tastiera
- Stefano Previsti - tastiera
- Dario Baldan Bembo - organo Hammond

Produzione
- Piero Bravin - Tecnico del suono